# Li Haonan
Dans ce nom chinois, le nom de famille, Li, précède le nom personnel.
Li Haonan (chinois : 李蒿楠) est un patineur de vitesse sur piste courte chinois née le 1er août 1981 à Changchun.

## Biographie
Il participe aux épreuves de patinage de vitesse sur piste courte aux Jeux olympiques de 2006 et arrive cinquième du relais.
Aux Championnats du monde de patinage de vitesse sur piste courte, il remporte :
- en 2003 une médaille de bronze en relais,
- en 2004 deux médailles d'argent sur 500 mètres et en relais,
- en 2006 deux médailles d'argent sur 500 mètres et en relais.